# Ogã (umbanda)
Ogã ( também ogan) na Umbanda esta relacionado a curimba, na dedicação ao toque e canto nos dias de gira.
Na Umbanda, esses médiuns são considerados de sustentação e firmeza durante os rituais do terreno, precisando manter a vibração adequada atraves dos diferentes tipos de toques no atabaque e pontos cantados.
Em muitos terreiros, existe o ensinamento aos mais jovens sobre o toque e pontos, de diferentes finalidades e linhas de trabalho, possuindo algum tipo de hierarquia entre os ogãs como na curimba.